# Farnese

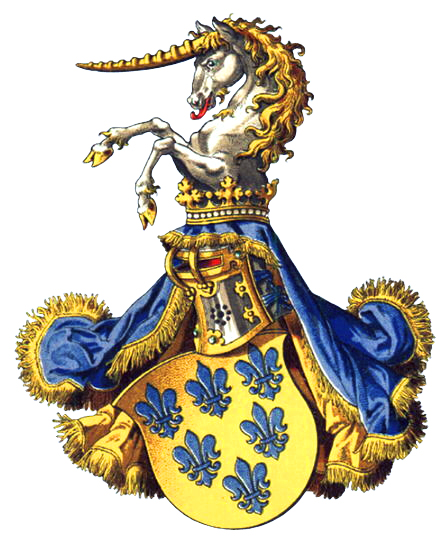
Stemma araldico dei Duchi di Parma, simbolo dei Farnese

I Farnese (o, tradizionalmente, come plurale, i Farnesi) furono un'influente e nobile dinastia del Rinascimento italiano, che governò il Ducato di Parma e Piacenza, dal 1545 al 1731, e il Ducato di Castro, dal 1537 al 1649.
Tra i suoi membri più importanti si ricordano papa Paolo III, il cardinale Alessandro Farnese, il duca Alessandro Farnese (III duca di Parma e Piacenza, IV duca di Castro, e governatore dei Paesi Bassi spagnoli) e la regina Elisabetta Farnese (regina consorte di Spagna e ultima erede dei Farnese).
I Farnese, inoltre, furono grandi mecenati d'arte e durante i secoli collezionarono o fecero commissionare molte opere, che fanno parte di quella raccolta che è oggi nota come Collezione Farnese. Inoltre, la famiglia fece realizzare molti edifici, come il Palazzo Farnese e la Chiesa del Gesù a Roma.

## Etimologia
La dinastia Farnese ha antichissime origini. Probabilmente il nome dei Farnesi può essere fatto risalire a uno dei loro antichi feudi, un territorio conosciuto con il toponimo di Castrum Farneti. Possiamo dunque presupporre che, quando si diffuse in Italia l'uso dei patrionimici nel XII secolo, essi adottarono il nome di uno dei loro più antichi possedimenti. Alcuni sostengono invece che il nome derivi da una quercia trovata in quella regione, la farnia (il cui nome scientifico è Quercus robur). Altri invece fanno risalire l'etimologia di questo nome alla fara, termine che andava a indicare l'unità fondamentale dell'organizzazione sociale e militare dei Longobardi, facendo discendere la dinastia da questa etnia.

## Origini
Nel XII secolo erano noti come domicelli Tuscanienses in quanto possedevano alcuni piccoli feudi nel territorio della diocesi di Tuscania. A Orvieto, i membri della famiglia venivano appellati come i signori "de Farneto" e la loro presenza è ampiamente documentata.
Il primo Farnese di cui si hanno notizie storiche è un certo Pietro, che fu console di Orvieto nel 984.
Nel 1096 un altro Pietro fu comandante della cavalleria pontificia che nel 1110 sconfisse gli eserciti di Toscana fedeli all'imperatore e, probabilmente, fondò il borgo di Orbetello. Verosimilmente il Petrus de Farneto che combatté in Puglia nel 1134 contro i Normanni è identificabile in quest'ultimo. Suo figlio Prudenzio, console di Orvieto nel 1154, accolse nella città il pontefice Adriano IV, in fuga da Roma a causa dei tumulti provocati da Arnaldo da Brescia. Nel 1158, lo stesso Prudenzio sconfisse i fuoriusciti orvietani appoggiati dai ghibellini senesi. Un altro Pietro difese la città di Orvieto dall'assalto dell'imperatore del Sacro Romano Impero Enrico VI.
Altri personaggi noti in quei tempi furono Pepone di Pietro e Ranuccio, presenti alla Pace di Venezia del 1177 in qualità di rappresentanti della città di Orvieto. Nel 1254 un Ranuccio sconfisse le schiere di Todi e lottò per papa Urbano IV contro il re Manfredi di Sicilia, nipote di Enrico VI. Suo figlio Niccolò partecipò come comandante della cavalleria orvietana a sostegno delle truppe di Carlo I d'Angiò nella battaglia di Benevento del 1266, in cui Manfredi trovò la morte, segnando la fine degli Svevi in Italia. Monsignor Guido fu vescovo di Orvieto fin dal 1302 e proprio lui fece ampliare il duomo per conservarvi il corporale macchiato dal sangue del "Miracolo di Bolsena" (1263). Un altro Pietro fu comandante dell'esercito nella guerra del 1320-1321 di Orvieto contro Corneto.
I Farnese tornarono nella Tuscia nel 1319. In quell'anno presero possesso dei territori di Farnese e di Ischia di Castro, del castello di Sala e di quello di San Savino, nei pressi di Tuscania. Nel 1340 i Farnese giurarono cieca obbedienza ai difensori del Patrimonio di San Pietro e così, già nel 1354 il cardinale Egidio Albornoz, in segno di gratitudine del pontefice per l'aiuto militare ricevuto nel recupero delle terre e dei castelli perduti durante la cattività avignonese, concesse a Puccio, Pietro e Ranuccio Farnese il territorio di Valentano. Nel 1360 questi guerrieri marciavano sotto le insegne di Pandolfo dell'Anguillara, capo della fazione guelfa, contro i ghibellini capitanati dai Prefetti di Vico.
Nel 1362 Pietro Farnese fu capitano generale dei fiorentini nella guerra contro Pisa per il controllo di Volterra; riportata la vittoria, venne onorato con un monumento equestre in Santa Maria del Fiore e, morendo l'anno seguente, fu sepolto nella chiesa stessa in un sarcofago.
Nel 1368 Nicolò Farnese, dopo l'attacco del prefetto Giovanni di Vico (?-1366), portò in salvo il pontefice Urbano V prima nella Rocca di Viterbo e, successivamente, in quella di Montefiascone.
La costante fedeltà nei confronti dello Stato Pontificio permise alla famiglia di confermare il proprio dominio sui territori nell'Alto Lazio, di vantare una serie di privilegi nei confronti della Camera Apostolica tali da permettergli di imparentarsi con le maggiori famiglie dell'epoca (gli Orsini, i Savelli, i Colonna, i Monaldeschi, gli Sforza di Santa Fiora) e di instaurare rapporti diplomatici con le Signorie di importanti città quali Siena.

## Ascesa

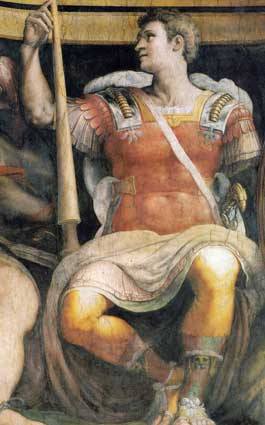
Ranuccio Farnese il Vecchio, condottiero che rese prestigioso il nome dei Farnese

Nel Quattrocento il potere della famiglia ha un notevole incremento, tanto che il territorio posto sotto la loro influenza si estende fino a comprendere la sponda occidentale del lago di Bolsena, comprese le due isole (Martana e Bisentina) e la fascia di territorio compresa tra i Colli Vulsini e il Tirreno, fino al feudo di Montalto. L'artefice di questa nuova espansione fu Ranuccio il Vecchio, figlio di Pietro e fratello di Bartolomeo, il capostipite del ramo di Latera. Ranuccio, già dal 1408, possedeva il vicariato di Latera. Nel 1416 Siena lo nominò capitano generale dell'esercito contro il conte Orsini di Pitigliano; con la vittoria del 1417 Ranuccio venne nominato Senatore di Roma. In virtù della sua amicizia con la famiglia Colonna e, in special modo con papa Martino V, venne in possesso del castello di Piansano; grazie poi ai favori di papa Eugenio IV poté accumulare maggiori ricchezze, inserire il casato Farnese tra le grandi famiglie romane, occupare le terre di Valturano, Latera, il castello di Marta, di Montalto, parte dei territori di Tessennano, Canino e Gradoli (tra il 1431 e il 1436). Nel 1434 lo stesso pontefice gli conferì le insegne della Rosa d'Oro e il Gonfalone della Chiesa. Ranuccio sposò Agnese Monaldeschi e dalla loro unione nacquero molti figli, tra cui ricordiamo il condottiero Pier Luigi e Gabriele Francesco, che in seguito sposò Isabella Orsini e da cui discende il ramo che continuò le gesta militari della famiglia, ramo che però si estinse alla III generazione. Ranuccio morì il 10 agosto 1450.
Dopo la morte di Ranuccio il Vecchio, la politica di avvicinamento della famiglia alla corte papale non si fermò, anzi, grazie al matrimonio tra Pier Luigi, figlio di Ranuccio, e Giovannella Caetani, figlia di Onorato, signore di Sermoneta, si trovarono imparentati con una discendente di papa Bonifacio VIII e quindi con gran parte della nobiltà romana. Dalla loro unione nacquero quattro figli, Angelo, Alessandro, Girolama e Giulia.
Angelo (1465–1494), il maggiore dei figli di Pier Luigi, rivestiva il ruolo di "capo della casata" e si occupava dei possedimenti familiari dalla Rocca di Valentano. Nel 1488 la loro dimora si arricchì di uno splendido cortile con colonnato inferiore e loggia superiore, in occasione del matrimonio fra Angelo e Lella, figlia di Nicola Orsini di Pitigliano; sui capitelli del colonnato, oltre alle armi delle due famiglie, furono scolpiti gli auguri di fertilità e prosperità per la coppia, con la rappresentazione allegorica della fioritura del giglio farnesiano e la decorazione a trofei. Angelo morì a Capodimonte nel 1494 e Lella, che non volle risposarsi, si fece suora di clausura nel Monastero delle Murate a Firenze.
Girolama (...–1504), invece, si era sposata in prime nozze con Puccio Pucci di Firenze, in seconde nozze con Giuliano dell'Anguillara, dalla cui unione nacque Isabella dell'Anguillara, futura moglie di Galeazzo I Farnese, III duca di Latera.
Giulia, detta "la Bella" (1475–1524), nel 1489 sposa Orsino Orsini, figlio della cugina del papa Alessandro VI, Adriana de Mila. Divenne l'amante favorita del papa e grande amica della figlia, Lucrezia Borgia. Ebbe una figlia, Laura, probabilmente figlia del papa stesso. La relazione con Alessandro VI finì con la fuga da Roma di Giulia, la quale probabilmente raggiunse a Carbognano il marito, che morì dopo poco. Tornò a Roma solo dopo la morte del papa, per il matrimonio della figlia Laura con Nicola Franciotti Della Rovere, nipote del papa Giulio II. Nel 1506 fu governatrice di Carbognano e vi rimase fino al 1522. Ritornò a Roma e qui morì due anni dopo, nel 1524.
Alessandro (1468–1549), invece, intraprese la carriera ecclesiastica. Fu prima nominato cardinale da papa Alessandro VI, poi eletto papa con il nome di Paolo III nel 1534.

## Alessandro Farnese: papa Paolo III

Stemma papale di Paolo III, con al centro l'emblema dei Farnese

Alessandro nacque nel 1468 a Canino, nel Lazio. Intraprese studi di umanistica dal 1487 al 1489 presso la scuola di Pomponio Leto a Roma, dove ebbe come maestro di Retorica latina Giovanni Antonio Sulpizio da Veroli, e presso l'Accademia di Lorenzo de' Medici a Firenze, mostrando grandi doti intellettive.

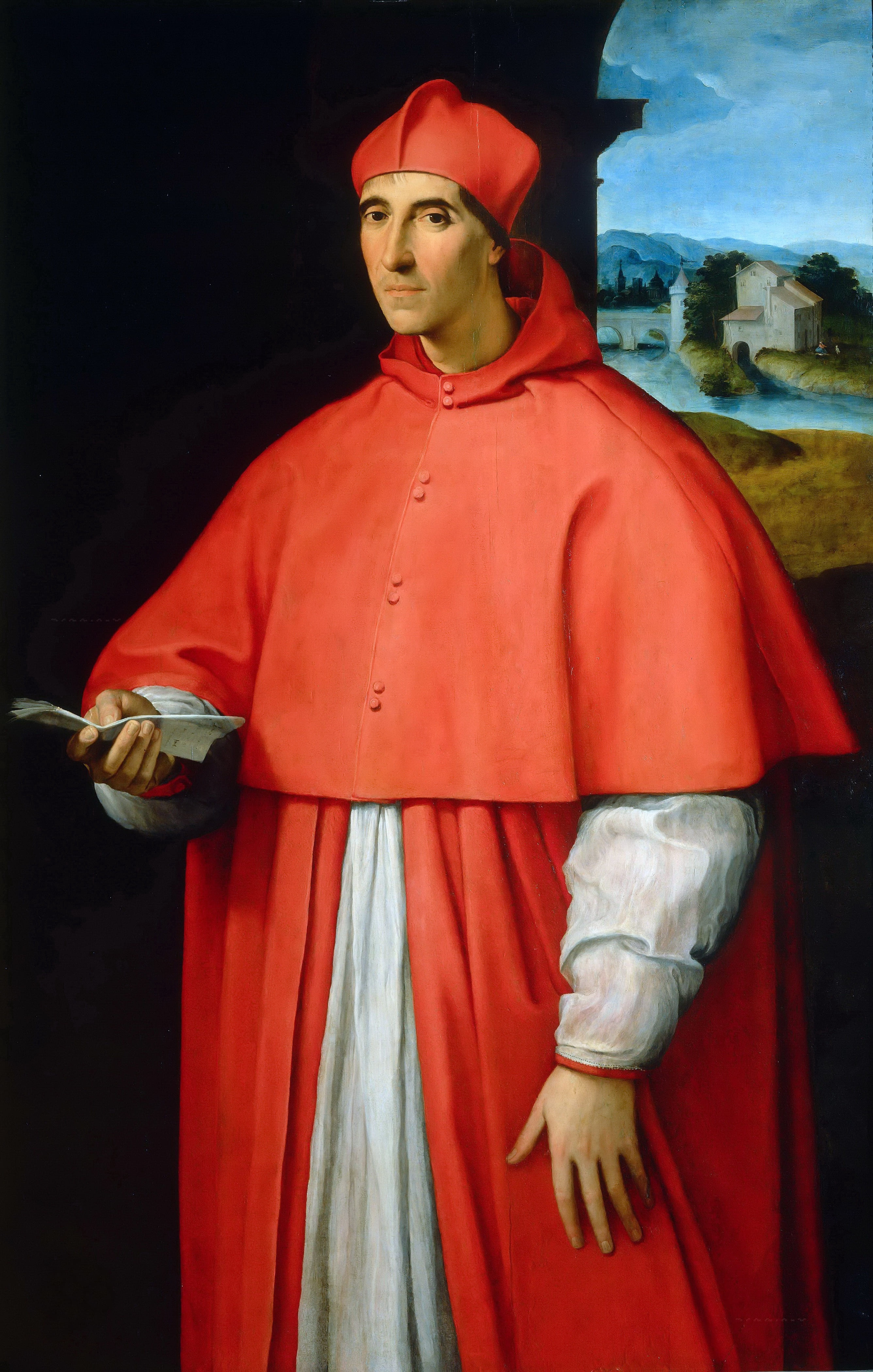
Ritratto del cardinale Alessandro Farnese di Raffaello (Museo di Capodimonte, Napoli)

Nel 1491 fu segretario e protonotaro apostolico; nel 1492 fu tesoriere apostolico; nel 1493 papa Alessandro VI Borgia gli concesse la porpora cardinalizia, sotto l'influenza della sorella di Alessandro, Giulia. Infatti, a Roma, non si parlava d'altro che della tresca amorosa tra il Papa e Giulia "la Bella". Il famoso Pasquino tuonò contro Alessandro e Ippolito d'Este, i due neo-cardinali, con questa quartina: «Alessandro, tu devi a tua sorella / Giulia il cardinalato, ché la gonna / alzò, e tu, Ippolito, a madonna / Adriana, che un tempo fu sì bella». Ma il popolo fu ancora più pungente definendo il "Cardinal Farnese" "Cardinal Fregnese", sottolineando con estrema malizia al modo ignobile con cui giunse alla porpora. Comunque, nonostante queste maldicenze, la sua carriera non si interruppe e nel 1494 fu nominato legato del Patrimonio di San Pietro in Tuscia. Infine, pur non essendo ancora sacerdote, nel 1499 fu vescovo di Montefiascone e Corneto.
Nonostante Alessandro fosse considerato una "creatura" di papa Alessandro VI, il suo successore e avversario, papa Giulio II, lo portò dalla sua parte nominandolo Legato della Marca anconitana (1502). In questo periodo ebbe una relazione illecita con Silvia Ruffini, vedova di Giovanni Battista Crispo, da cui ebbe quattro figli: Pier Luigi (1503–1547), Paolo (1504–1512), Ranuccio (1509–1528) e Costanza (1500 ca.–1545); i primi due legittimati da Giulio II, Ranuccio da papa Leone X.
Nel 1509 fu nominato vescovo di Parma e nel giorno di Natale del 1519 vi celebrò la prima messa dopo la sua ordinazione sacerdotale. La sua ordinazione coincise con un cambiamento radicale di mentalità e di autodisciplina, teso alla purificazione dei costumi che sarà lo spirito guida del Concilio di Trento, riunione di tutti i vescovi del mondo, istituito dallo stesso Paolo III nel 1545 e che durò fino al 1563, sotto il pontificato di tre papi, portando alla cosiddetta "Controriforma".

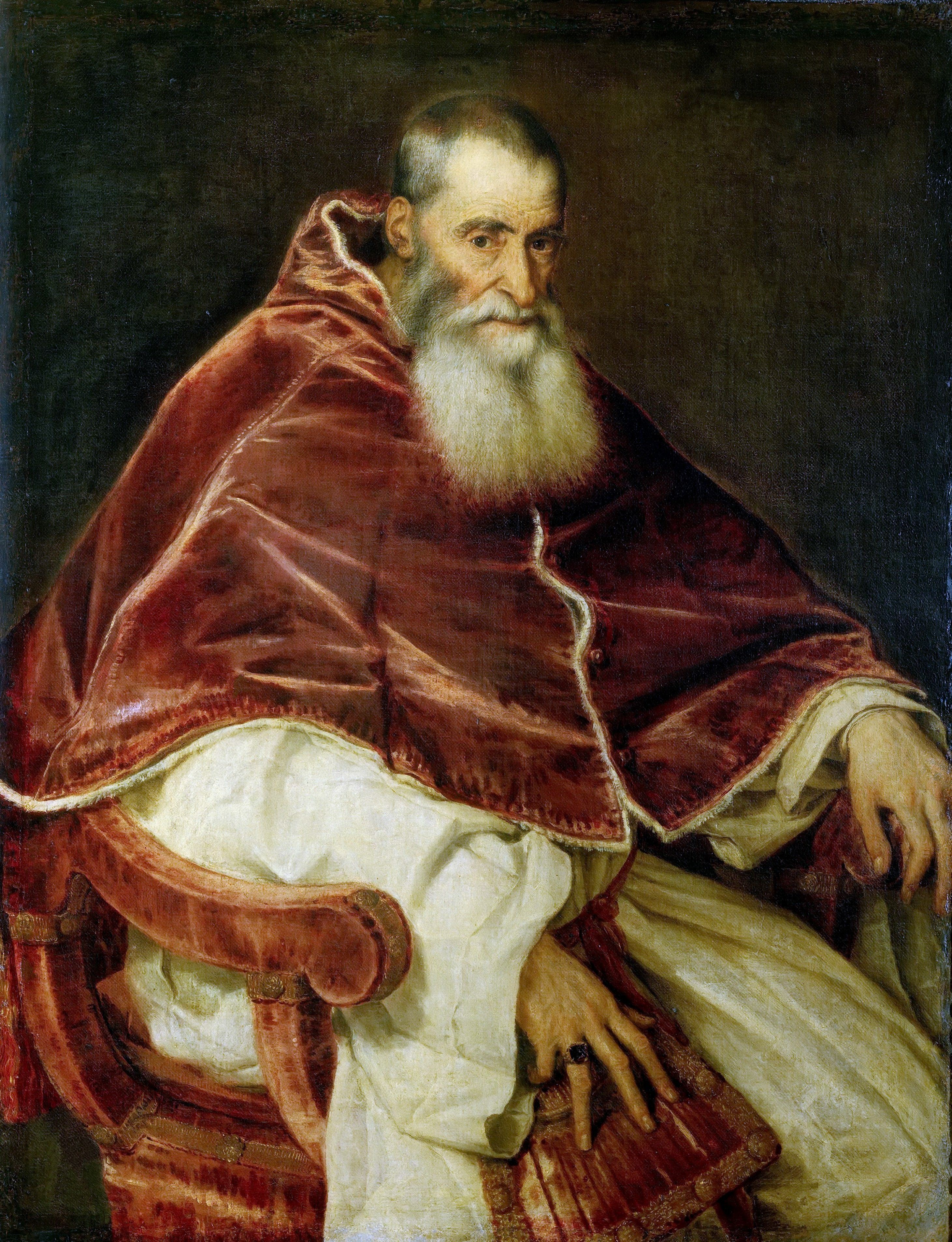
Ritratto di papa Paolo III a capo scoperto di Tiziano (Museo di Capodimonte, Napoli)

Il 13 ottobre 1534, all'età di 67 anni, dopo un conclave durato due giorni, salì al Soglio pontificio con il nome di Paolo III. Il nuovo Papa sostenne lo sviluppo di nuove congregazioni religiose (i Teatini, i Barnabiti e le Orsoline) e sostenne, con la bolla Regiminis militantis ecclesiae del 27 settembre 1540, sia la Compagnia di Gesù, sia la congregazione dell'Inquisizione romana, organismo nato per la lotta contro l'eresia, con pieni poteri censori ed esecutivi. Il suo operato fu però macchiato, in modo evidente, dal nepotismo: immediatamente dopo la sua elezione creò cardinali i nipoti Alessandro, figlio di Pier Luigi, e Guidascanio Sforza, figlio di Costanza. Ma il suo prediletto era il figlio maggiore Pier Luigi, sposato con Gerolama Orsini di Pitigliano.

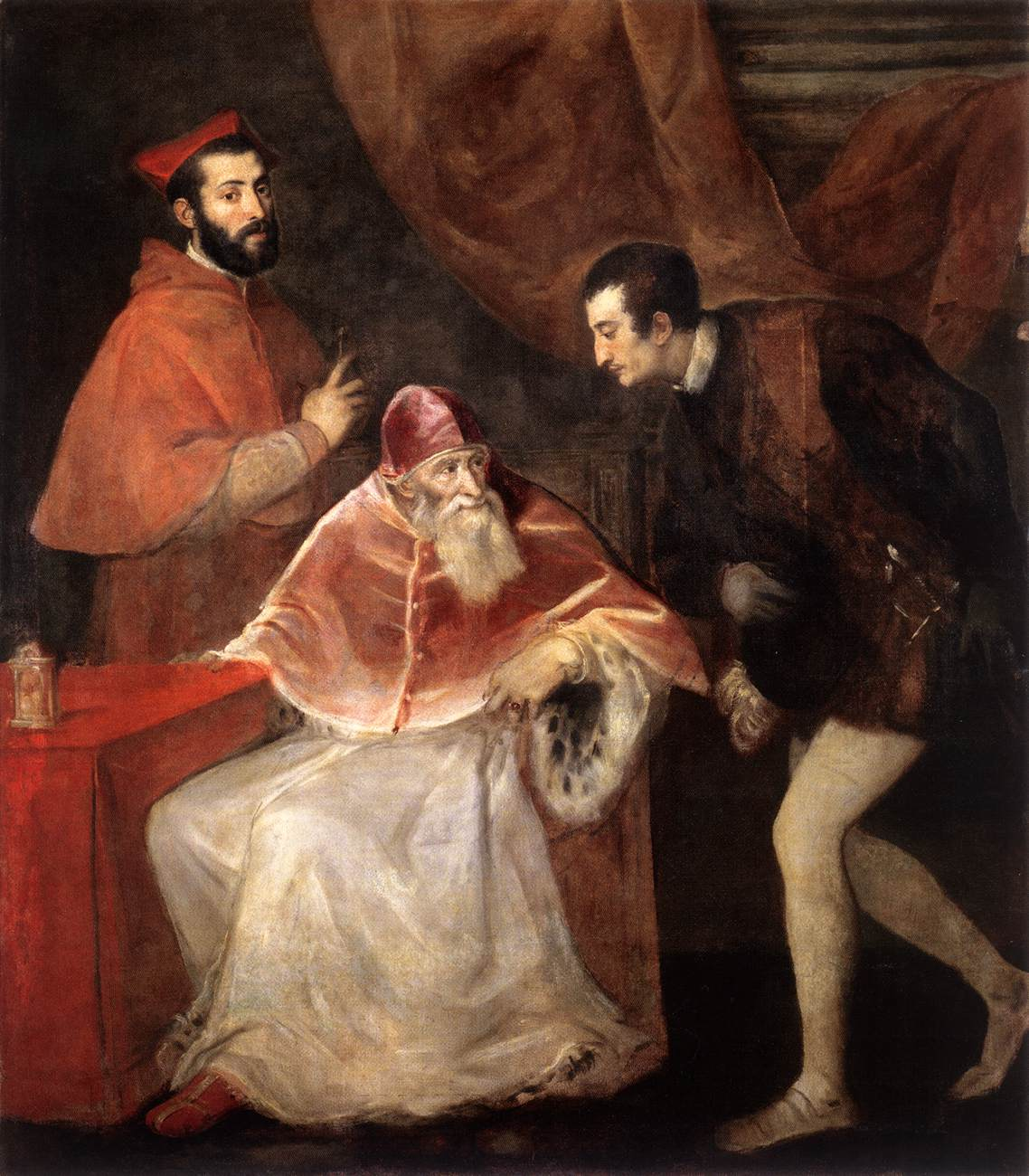
Ritratto di Paolo III con i nipoti Alessandro e Ottavio Farnese di Tiziano (Museo di Capodimonte, Napoli)

Paolo III fu anche uno dei più grandi mecenati del Rinascimento italiano, lo testimoniano, ad esempio, i suoi ritratti eseguiti da Tiziano Vecellio. Promosse un nuovo sviluppo edilizio di Roma, abbellendola con nuove strade e fontane, fu edificata la Cappella Paolina e fu avviata la costruzione della Sala Regia nel Palazzo Vaticano. Fece chiamare da Firenze Michelangelo Buonarroti e gli commissionò di affrescare il Giudizio universale e la costruzione di Piazza del Campidoglio. Nel 1543 avviò a collezionare varie opere d'arte, in una raccolta che passerà alla storia come la "Collezione Farnese". Promosse la cultura, fu amante di astrologia ed era affascinato dalla magia.

## Ducato di Castro
Nel 1537, il nuovo papa, Paolo III, nominò il figlio Pier Luigi Farnese "gonfaloniere di santa Romana Chiesa", poi lo insignì del titolo di "Duca di Castro" che gli conferiva il pieno possesso e il dominio sugli antichi possedimenti, compresi fra il Tirreno e il lago di Bolsena, appartenuti a Ranuccio il Vecchio e giunti integri nelle mani di papa Paolo III, il quale aggiunge a questi possedimenti molte altre terre, grazie anche all'aiuto del figlio Pier Luigi stesso. Il nuovo Ducato, con capitale la fortezza di Castro, comprendeva i territori di Montalto, Musignano, Canino, Cellere, Arlena, Tessennano, Piansano, Valentano, Ischia, Gradoli, Grotte, Borghetto, Bisenzio, Capodimonte, Marta, le Isole di Bisentina e di Martana. Al Ducato erano dipendenti i territori exclave di Ronciglione, Caprarola, Nepi, Carbognano, Fabrica, Canepina, Vallerano, Vignanello, Corchiano e Castel Sant'Elia.
La nuova capitale, però, aveva bisogno di un radicale restauro, in quanto, nel 1527, aveva subito un grosso saccheggio proprio a causa dell'allora cardinale Alessandro Farnese, che l'aveva fatta occupare suscitando le ire di papa Clemente VII. I Farnese chiamarono l'architetto fiorentino Antonio da Sangallo il Giovane, e grazie al suo contributo ricostruirono completamente la città di Castro, fortificandola e dotandola anche di una propria zecca. Il motto della città-fortezza venne cambiato in "Castrum Civitas Fidelis" e anche lo stemma venne modificato, aggiungendo al tradizionale leone rampante d'argento tre gigli farnesiani d'oro in capo.

Stemma araldico della città-fortezza di Castro. "D'azzurro, al leone rampante d'argento, sormontato da tre gigli d'oro".

Dopo l'assassinio del duca Pier Luigi, divenuto nel frattempo anche Duca di Parma e Piacenza, vari membri della famiglia Farnese furono investiti del titolo di Duca di Castro, passando dal figlio di Pier Luigi, Ottavio, fino a giungere all'ultimo duca della famiglia, Ranuccio II.
La decadenza del Ducato iniziò con il duca Ranuccio I (1569-1622), che iniziò a indebitarsi notevolmente. Nel 1641, approfittandosi dell'ormai declino della città, la famiglia Barberini, capeggiata dal papa Urbano VIII Barberini, progettò di conquistare e confiscare la città ai Farnese. Lo scontro sfociò nelle due guerre di Castro, che portarono prima a un esilio da Roma della famiglia Barberini, poi a una completa distruzione della città di Castro, da parte del nuovo papa Innocenzo X, nel 1649. I Farnese non riusciranno mai più a riprendere Castro e la città non fu mai più ricostruita.

## Ducato di Parma e Piacenza

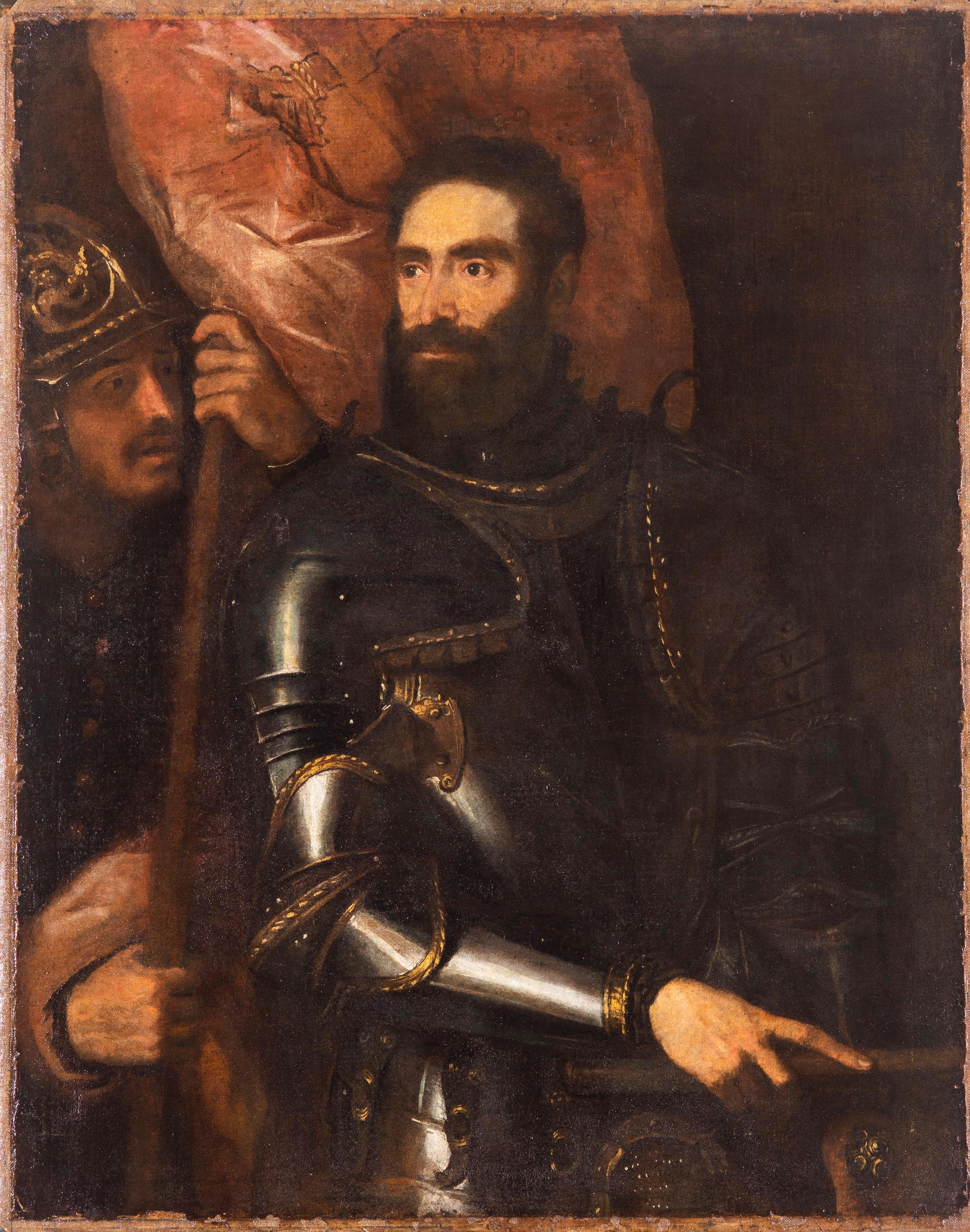
Ritratto di Pier Luigi Farnese in armatura di Tiziano (Museo di Capodimonte). Primo Duca di Parma e Piacenza.

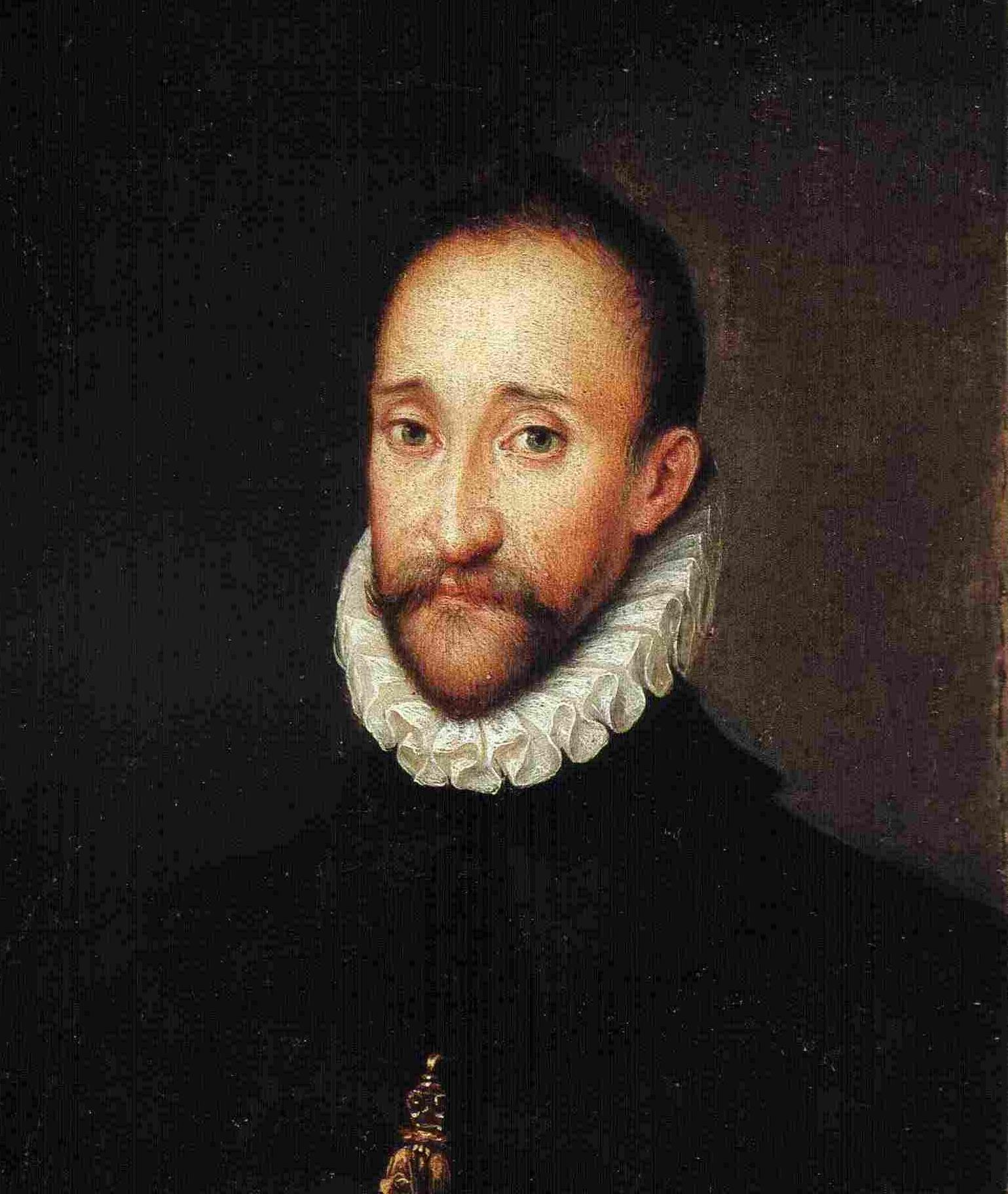
Ritratto di Ottavio Farnese di anonimo lombardo (Galleria nazionale di Parma)

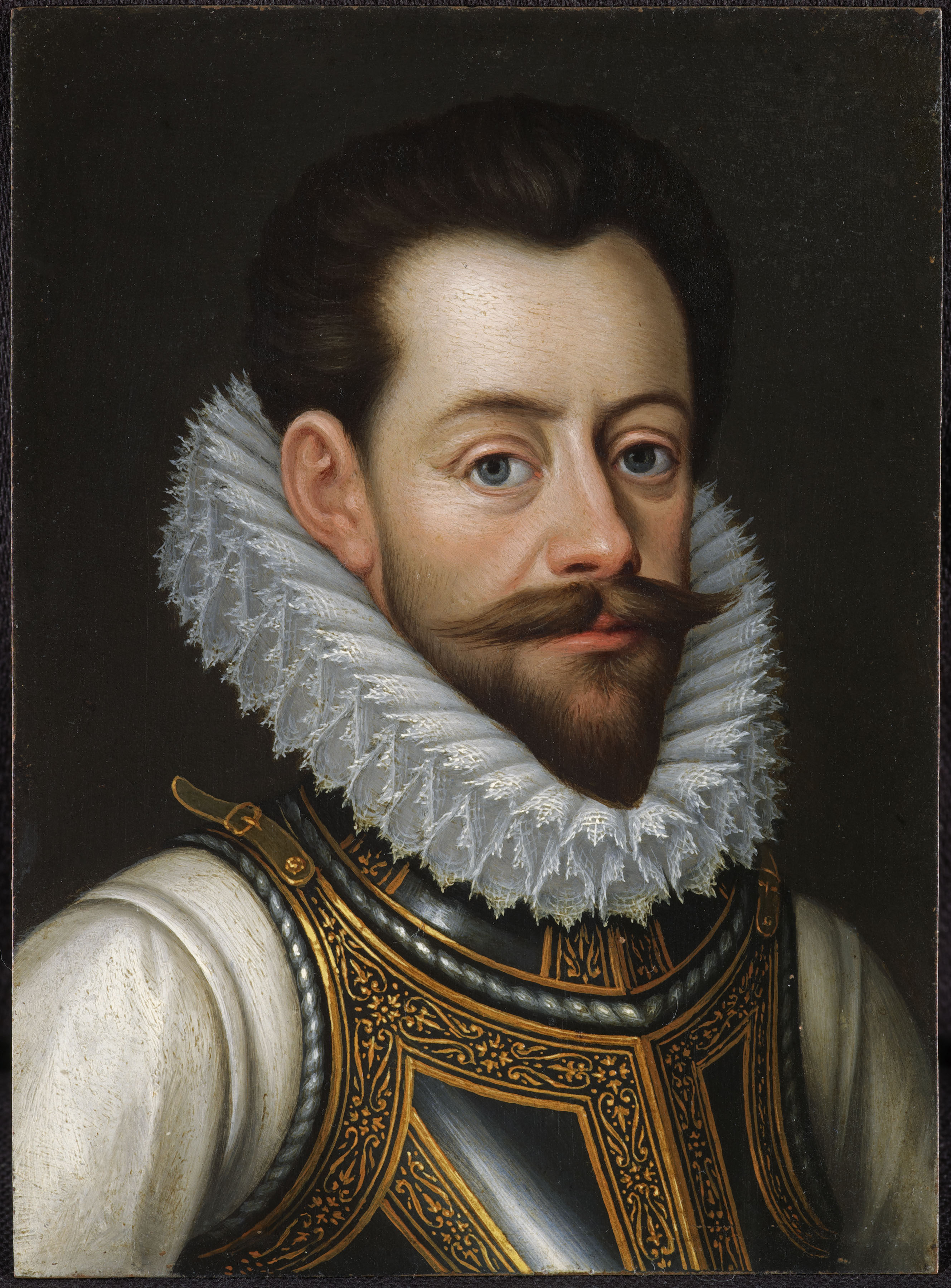
Ritratto di Alessandro Farnese di Jean de Saive

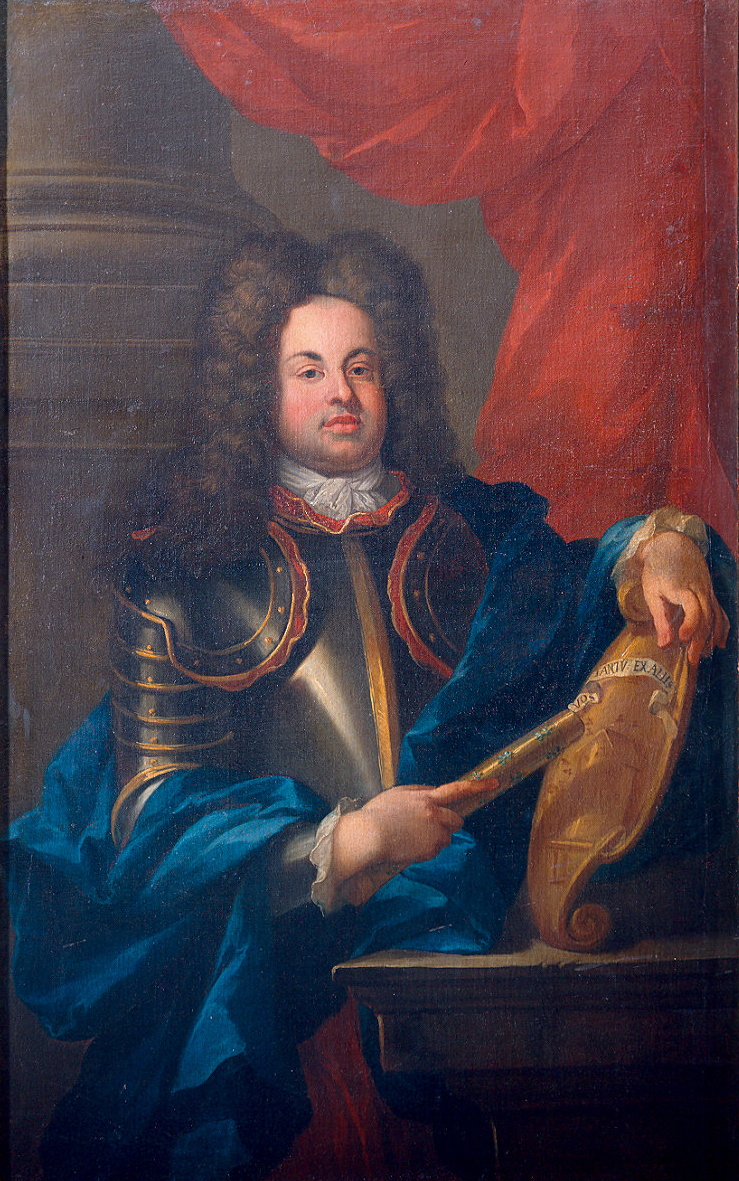
Ritratto di Antonio Farnese di Giovanni Maria delle Piane. Antonio fu l'ultimo Duca di Parma e Piacenza della famiglia Farnese e l'ultimo erede maschio legittimo.

Nel 1545 papa Paolo III fuse i due ducati di Parma e di Piacenza in un unico Ducato e lo affidò a suo figlio Pier Luigi Farnese, il quale, già investito del titolo di Duca di Castro, abbandonò la città e si diresse prima a Parma poi a Piacenza, che elevò a capitale e qui insediò la sua corte.
Nel frattempo, l'imperatore del Sacro Romano Impero, Carlo V d'Asburgo, non aveva gradito la cessione del Ducato nelle mani del Farnese e voleva appropriarsene. Tanto meno lo avevano gradito i nobili degli ex ducati e il Conte di Guastalla, Ferrante I Gonzaga. Il Gonzaga, infatti, sapute le intenzioni dell'Imperatore, organizzò una congiura contro Pier Luigi, che nel frattempo aveva rafforzato il suo potere facendo sposare sua figlia Vittoria con il Duca di Urbino, Guidobaldo II della Rovere, e suo figlio Orazio con Diana, figlia del Re di Francia Enrico II di Valois-Angoulême.
Il 10 settembre 1547 Pier Luigi fu assassinato nella sua residenza a Piacenza da un manipolo di uomini comandato da Giovanni Anguissola e Agostino Landi, coalizzati con Ferrante I Gonzaga. Il Duca fu sgozzato e il suo corpo gettato nel fossato sottostante il Palazzo.
La notizia della morte di suo figlio fu un colpo terribile per il Papa, che accusò il conte Gonzaga e nominò nuovo duca il nipote Ottavio Farnese, figlio di Pier Luigi.
Nel frattempo le truppe di Carlo V si erano insediate nel Ducato e il papa aveva inviato l'esercito pontificio a invadere Parma. Poco dopo il papa morì e i Farnese furono aiutati dal nuovo papa, Giulio III, salito al potere grazie all'aiuto del cardinale Alessandro Farnese. Il nuovo papa riuscì a far liberare Parma, ma Piacenza e altri territori erano ancora occupati dalle truppe imperiali. Dopo una prima alleanza con la Francia e una conseguente breve guerra, i Farnese capirono che l'unica soluzione era quella di allearsi con la Spagna. Nel 1556, Ottavio firmò la Pace di Gand con il nuovo sovrano spagnolo Filippo II, che gli fece tornare il pieno possesso su tutti i territori del Ducato, in cambio, quasi come ostaggio, l'invio del suo unico figlio, Alessandro, alla corte di Spagna.
Nel 1586, Ottavio morì e gli succedette il figlio Alessandro, il quale aveva sposato Maria d'Aviz, nipote del Re del Portogallo Manuele I. Il Duca ebbe modo di combattere nella battaglia di Lepanto del 1571, a fianco di Marcantonio Colonna, e in altre battaglie nei Balcani contro gli "infedeli". Fu al servizio della Spagna come comandante dell'Armata delle Fiandre e partecipò alle Guerre di religione di Francia, dove troverà la morte, nel 1592, a causa dei postumi di una ferita.
Ad Alessandro successe il duca Ranuccio I, che governò con pugno di ferro per circa un trentennio, ma indebitandosi notevolmente. Nel 1622, all'età di 52 anni, il Duca morì.
A Ranuccio I succedette il figlio Odoardo I, di appena dieci anni. La reggenza del Ducato di Parma e Piacenza venne comunque assicurata dalla madre Margherita Aldobrandini e dallo zio cardinale Odoardo Farnese. Nel 1628 Odoardo I sposò Margherita de' Medici, figlia del Granduca di Toscana Cosimo II. Nel 1636 fu coinvolto nella guerra tra Francia e Spagna e subì una dura sconfitta e solo l'intervento del Papa e del Granduca di Toscana salvarono il suo Ducato. A causa dei debiti si scontrò con la famiglia Barberini, che voleva appropriarsi del Ducato di Castro, nella prima guerra di Castro.
Nel 1646 morì Odoardo I e gli successe il figlio sedicenne Ranuccio II. Durante il suo regno scoppiò la seconda guerra di Castro e il Ducato venne definitivamente perso e distrutto nel 1649. Durante la guerra della Grande Alleanza, il Ducato di Parma e Piacenza fu invaso dalle truppe imperiali, che lo depredarono. Nel 1694 il Duca morì, probabilmente a causa della sua obesità.
A soli 16 anni successe a Ranuccio II il figlio Francesco. Il nuovo Duca cercò di risanare la disastrosa situazione finanziaria del Ducato licenziando gran parte della servitù e abolendo feste e spettacoli. Il Ducato fu coinvolto nella guerra di successione spagnola e fu costretto a ospitare e mantenere a proprie spese le truppe imperiali. I Farnese furono presenti alla Pace di Utrecht del 1713 e in quest'occasione tornarono a rivendicare inutilmente Castro e Ronciglione. Nel 1717, il Duca partecipò alla guerra veneziana contro i turchi. Morì a 49 anni nel 1727 a causa dell'obesità.
Morto privo di eredi, a Francesco successe il fratello minore Antonio. Nel Ducato il nuovo Duca incrementò le piantagioni di gelso al fine di favorire l'industria della seta e l'apicoltura, e riprese la Fiera delle Mercanzie di Piacenza. Nel 1729 ripristinò l'uso delle maschere nel Carnevale parmigiano, che erano in disuso da oltre quarant'anni. Dopo tre giorni di sofferenze, causate da impeti di vomito e da febbre acuta, il Duca morì nel 1731 a 51 anni.
Antonio morì senza eredi e fu l'ultimo Duca della famiglia Farnese. Dopo la sua morte il Ducato passò nelle mani dei Borbone, discendenti dell'ultima dei Farnese, Elisabetta Regina consorte di Spagna, figlia del fratellastro di Antonio, Odoardo II. Nel dicembre del 1731 Carlo di Borbone, figlio di Elisabetta Farnese, fu insignito del titolo di Duca di Parma e di Piacenza.

## Duchi
| Nome                                               | Ritratto | N°  | Duchi di Castro   | Duchi di Castro   | N°   | Duchi di Parma e Piacenza | Duchi di Parma e Piacenza | Matrimoni                                                           | Discendenza                                                                                           | Note                                                                        |
| Nome                                               | Ritratto | N°  | Dal               | Al                | N°   | Dal                       | Al                        | Matrimoni                                                           | Discendenza                                                                                           | Note                                                                        |
| -------------------------------------------------- | -------- | --- | ----------------- | ----------------- | ---- | ------------------------- | ------------------------- | ------------------------------------------------------------------- | --- | --------------------------------------------------------------------------- |
| Pier Luigi (19 novembre 1503 - 10 settembre 1547)  |          | I   | 1537              | 1545              | I    | 23 settembre 1545         | 10 settembre 1547         | Gerolama Orsini                                                     | Alessandro, Vittoria, Ottavio, Ranuccio, Orazio                                                       | Figlio illegittimo di papa Paolo III                                        |
| Ottavio (9 ottobre 1524 - 18 settembre 1586)       |          | II  | 1545              | 1547              | II   | 10 settembre 1547         | 18 settembre 1586         | Margherita d'Austria                                                | Carlo, Alessandro. sei figli illegittimi                                                              | Figlio di Pier Luigi                                                        |
| Orazio (febbraio 1532 – 18 luglio 1553)            |          | III | 14 ottobre 1547   | 19 luglio 1553    | -    | -                         | -                         | Diana di Francia                                                    | - | Figlio di Pier Luigi                                                        |
| Ottavio (9 ottobre 1524 - 18 settembre 1586)       |          | II  | 19 luglio 1553    | 18 settembre 1586 |      |                           |                           |                                                                     | |                                                                             |
| Alessandro (27 agosto 1545 - 3 dicembre 1592)      |          | IV  | 18 settembre 1586 | 3 dicembre 1592   | III  | 18 settembre 1586         | 3 dicembre 1592           | Maria d'Aviz                                                        | Margherita, Ranuccio I, Odoardo. Isabella Margherita                                                  | Figlio di Ottavio. Governatore dei Paesi Bassi spagnoli dal 1578 alla morte |
| Ranuccio I (28 marzo 1569 - 5 marzo 1622)          |          | V   | 3 dicembre 1592   | 5 marzo 1622      | IV   | 3 dicembre 1592           | 5 marzo 1622              | Margherita Aldobrandini                                             | Alessandro, Odoardo I, Maria, Vittoria, Francesco Maria. sette figli illegittimi                      | Figlio di Alessandro                                                        |
| Odoardo I (28 aprile 1612 - 11 settembre 1646)     |          | VI  | 5 marzo 1622      | 11 settembre 1646 | V    | 5 marzo 1622              | 11 settembre 1646         | Margherita de' Medici                                               | Ranuccio II, Alessandro, Orazio, Caterina, Maria Maddalena, Pietro                                    | Figlio di Ranuccio I                                                        |
| Ranuccio II (17 settembre 1630 - 11 dicembre 1694) |          | VII | 11 settembre 1646 | 1649              | VI   | 11 settembre 1646         | 11 dicembre 1694          | 1ª Margherita Violante di Savoia 2ª Isabella d'Este 3ª Maria d'Este | 1ª due figli 2ª Margherita Maria, Teresa, Odoardo II 3ª Isabella, Francesco, Antonio, altri sei figli | Figlio di Odoardo I. Ultimo Farnese duca di Castro                          |
| Francesco (19 maggio 1678 – 26 febbraio 1727)      |          | -   | -                 | -                 | VII  | 11 dicembre 1694          | 26 febbraio 1727          | Dorotea Sofia di Neuburg                                            | - | Figlio di Ranuccio II                                                       |
| Antonio (29 novembre 1679 – 20 gennaio 1731)       |          | -   | -                 | -                 | VIII | 26 febbraio 1727          | 20 gennaio 1731           | Enrichetta d'Este                                                   | - | Figlio di Ranuccio II. Ultimo Farnese duca di Parma e Piacenza.             |

## Papa e cardinali

### Papa
| Nome pontificale                                | Ritratto | Inizio pontificato | Fine pontificato | Luogo di sepoltura                       | Nome secolare      |
| ----------------------------------------------- | -------- | ------------------ | ---------------- | ---------------------------------------- | ------------------ |
| Paolo III (29 febbraio 1468 - 10 novembre 1549) |          | 13 ottobre 1534    | 10 novembre 1549 | Basilica di San Pietro in Vaticano, Roma | Alessandro Farnese |

### Cardinali
| Nome                                              | Ritratto | Creato cardinale                     | Luogo di sepoltura                            | Note                                                                         |
| ------------------------------------------------- | -------- | ------------------------------------ | --------------------------------------------- | ---------------------------------------------------------------------------- |
| Alessandro (27 settembre 1520 - 2 marzo 1589)     |          | 18 dicembre 1534 da papa Paolo III   | Chiesa del Gesù, Roma                         |                                                                              |
| Ranuccio (11 agosto 1530 - 29 ottobre 1565)       |          | 16 dicembre 1545 da papa Paolo III   | Basilica di San Giovanni in Laterano, Roma    |                                                                              |
| Odoardo (8 dicembre 1573 - 21 febbraio 1626)      |          | 6 marzo 1591 da papa Gregorio XIV    | Chiesa del Gesù, Roma                         |                                                                              |
| Francesco Maria (15 agosto 1619 - 12 luglio 1647) |          | 4 dicembre 1645 da papa Innocenzo X  | Basilica di Santa Maria della Steccata, Parma |                                                                              |
| Girolamo (30 settembre 1599 - 18 febbraio 1668)   |          | 9 aprile 1657 da papa Alessandro VII | Chiesa del Gesù, Roma                         | Con la sua morte si estinse in linea maschile il ramo dei Farnese di Latera. |

## Regine e duchesse

### Regine

#### Regine consorti di Spagna
| Nome                                                  | Ritratto | Regina consorte                            | Regina consorte                        | Consorte            | Discendenza                                                                                        | Note                                                                |
| Nome                                                  | Ritratto | Dal                                        | Al                                     | Consorte            | Discendenza                                                                                        | Note                                                                |
| ----------------------------------------------------- | -------- | ------------------------------------------ | -------------------------------------- | ------------------- | -------------------------------------------------------------------------------------------------- | ------------------------------------------------------------------- |
| Elisabetta Farnese (25 ottobre 1692 - 11 luglio 1766) |          | I - 24 dicembre 1714 II - 6 settembre 1724 | I - 14 gennaio 1724 II - 9 luglio 1746 | Filippo V di Spagna | Carlo, Francesco, Marianna Vittoria, Filippo, Maria Teresa Raffaella, Luigi Antonio, Maria Antonia | Figlia di Odoardo II. Principessa di Parma e Piacenza (per nascita) |

### Duchesse

#### Duchesse consorti di Modena e Reggio
| Nome                                                         | Ritratto | Duchessa consorte | Duchessa consorte | Consorte            | Discendenza                                                                         | Note                                                                 |
| Nome                                                         | Ritratto | Dal               | Al                | Consorte            | Discendenza                                                                         | Note                                                                 |
| ------------------------------------------------------------ | -------- | ----------------- | ----------------- | ------------------- | ----------------------------------------------------------------------------------- | -------------------------------------------------------------------- |
| Maria Farnese (18 febbraio 1615 - 25 luglio 1646)            |          | 11 gennaio 1631   | 25 luglio 1646    | Francesco I d'Este  | Alfonso, Alfonso IV, Isabella, Leonora, Tedaldo, Almerico, Eleonora, Maria, Tedaldo | Figlia di Ranuccio I. Principessa di Parma e Piacenza (per nascita)  |
| Vittoria Farnese (29 aprile 1618 - 10 agosto 1649)           |          | 12 febbraio 1648  | 10 agosto 1649    | Francesco I d'Este  | Vittoria                                                                            | Figlia di Ranuccio I. Principessa di Parma e Piacenza (per nascita)  |
| Margherita Maria Farnese (24 novembre 1664 - 17 giugno 1718) |          | 14 luglio 1692    | 6 settembre 1694  | Francesco II d'Este | -                                                                                   | Figlia di Ranuccio II. Principessa di Parma e Piacenza (per nascita) |

## Genealogia: ramo di Parma
|                                                                    |                                                                    |                     |                     |                                                                         |                                                                         |                                                     |                                                     |                                                                     |                                                                     |                                                                    |                                                                        |                                                                        |                                                                      |                               |                               |                                        |                                        |
|                                                                    |                                                                    |                     |                     |                                                                         |                                                                         |                                                     |                                                     |                                                                     |                                                                     |                                                                    |                                                                        |                                                                        | Alessandro Papa Paolo III *1468 † 1549                               |                               |                               |                                        |                                        |
|                                                                    |                                                                    |                     |                     |                                                                         |                                                                         |                                                     |                                                     |                                                                     |                                                                     |                                                                    |                                                                        |                                                                        |                                                                      |                               |                               |                                        |                                        |
|                                                                    |                                                                    |                     |                     |                                                                         |                                                                         |                                                     |                                                     |                                                                     |                                                                     |                                                                    |                                                                        |                                                                        |                                                                      |                               |                               |                                        |                                        |
|                                                                    |                                                                    |                     |                     |                                                                         |                                                                         |                                                     |                                                     |                                                                     |                                                                     | Costanza Contessa consorte di Santa Fiora e Cotignola *1500 † 1545 | Costanza Contessa consorte di Santa Fiora e Cotignola *1500 † 1545     | Pier Luigi I duca di Castro I duca di Parma e Piacenza *1503 † 1547    | Pier Luigi I duca di Castro I duca di Parma e Piacenza *1503 † 1547  | Ranuccio *1509 † 1529         | Ranuccio *1509 † 1529         | Paolo *1504 † 1512                     | Paolo *1504 † 1512                     |
|                                                                    |                                                                    |                     |                     |                                                                         |                                                                         |                                                     |                                                     |                                                                     |                                                                     |                                                                    |                                                                        |                                                                        |                                                                      |                               |                               |                                        |                                        |
|                                                                    |                                                                    |                     |                     |                                                                         |                                                                         |                                                     |                                                     |                                                                     |                                                                     |                                                                    |                                                                        |                                                                        |                                                                      |                               |                               |                                        |                                        |
|                                                                    |                                                                    |                     |                     |                                                                         |                                                                         |                                                     |                                                     | Alessandro *1520 † 1589                                             | Alessandro *1520 † 1589                                             | Vittoria Duchessa consorte di Urbino *1521 † 1602                  | Vittoria Duchessa consorte di Urbino *1521 † 1602                      | Ottavio I II duca di Castro II duca di Parma e Piacenza *1524 † 1586   | Ottavio I II duca di Castro II duca di Parma e Piacenza *1524 † 1586 | Ranuccio *1530 † 1564         | Ranuccio *1530 † 1564         | Orazio III duca di Castro *1531 † 1553 | Orazio III duca di Castro *1531 † 1553 |
|                                                                    |                                                                    |                     |                     |                                                                         |                                                                         |                                                     |                                                     |                                                                     |                                                                     |                                                                    |                                                                        |                                                                        |                                                                      |                               |                               |                                        |                                        |
|                                                                    |                                                                    |                     |                     |                                                                         |                                                                         |                                                     |                                                     |                                                                     |                                                                     |                                                                    |                                                                        |                                                                        |                                                                      |                               |                               |                                        |                                        |
|                                                                    |                                                                    |                     |                     |                                                                         |                                                                         |                                                     |                                                     |                                                                     |                                                                     |                                                                    | Alessandro IV duca di Castro III duca di Parma e Piacenza *1545 † 1592 | Alessandro IV duca di Castro III duca di Parma e Piacenza *1545 † 1592 | Carlo *1545 † 1545                                                   | Carlo *1545 † 1545            |                               |                                        |                                        |
|                                                                    |                                                                    |                     |                     |                                                                         |                                                                         |                                                     |                                                     |                                                                     |                                                                     |                                                                    |                                                                        |                                                                        |                                                                      |                               |                               |                                        |                                        |
|                                                                    |                                                                    |                     |                     |                                                                         |                                                                         |                                                     |                                                     |                                                                     |                                                                     |                                                                    |                                                                        |                                                                        |                                                                      |                               |                               |                                        |                                        |
|                                                                    |                                                                    |                     |                     |                                                                         |                                                                         |                                                     |                                                     |                                                                     | Margherita * 1567 † 1643                                            | Margherita * 1567 † 1643                                           | Ranuccio I V duca di Castro IV duca di Parma e Piacenza *1569 † 1622   | Ranuccio I V duca di Castro IV duca di Parma e Piacenza *1569 † 1622   | Odoardo *1573 † 1626                                                 | Odoardo *1573 † 1626          |                               |                                        |                                        |
|                                                                    |                                                                    |                     |                     |                                                                         |                                                                         |                                                     |                                                     |                                                                     |                                                                     |                                                                    |                                                                        |                                                                        |                                                                      |                               |                               |                                        |                                        |
|                                                                    |                                                                    |                     |                     |                                                                         |                                                                         |                                                     |                                                     |                                                                     |                                                                     |                                                                    |                                                                        |                                                                        |                                                                      |                               |                               |                                        |                                        |
|                                                                    |                                                                    |                     |                     |                                                                         |                                                                         | Alessandro *1602 † 1602                             | Alessandro *1602 † 1602                             | Odoardo I VI duca di Castro V duca di Parma e Piacenza *1612 † 1646 | Odoardo I VI duca di Castro V duca di Parma e Piacenza *1612 † 1646 | Maria Duchessa consorte di Modena e Reggio *1615 † 1646            | Maria Duchessa consorte di Modena e Reggio *1615 † 1646                | Vittoria Duchessa consorte di Modena e Reggio * 1618 † 1649            | Vittoria Duchessa consorte di Modena e Reggio * 1618 † 1649          | Francesco Maria * 1619 † 1647 | Francesco Maria * 1619 † 1647 | Ottavio *1598 † 1643                   | Ottavio *1598 † 1643                   |
|                                                                    |                                                                    |                     |                     |                                                                         |                                                                         |                                                     |                                                     |                                                                     |                                                                     |                                                                    |                                                                        |                                                                        |                                                                      |                               |                               |                                        |                                        |
|                                                                    |                                                                    |                     |                     |                                                                         |                                                                         |                                                     |                                                     |                                                                     |                                                                     |                                                                    |                                                                        |                                                                        |                                                                      |                               |                               |                                        |                                        |
|                                                                    |                                                                    |                     |                     | Ranuccio II VII duca di Castro VI duca di Parma e Piacenza *1630 † 1694 | Ranuccio II VII duca di Castro VI duca di Parma e Piacenza *1630 † 1694 | Alessandro *1635 † 1689                             | Alessandro *1635 † 1689                             | Orazio *1636 † 1656                                                 | Orazio *1636 † 1656                                                 | Caterina *1637 † 1684                                              | Caterina *1637 † 1684                                                  | Pietro *1639 † 1677                                                    | Pietro *1639 † 1677                                                  |                               |                               |                                        |                                        |
|                                                                    |                                                                    |                     |                     |                                                                         |                                                                         |                                                     |                                                     |                                                                     |                                                                     |                                                                    |                                                                        |                                                                        |                                                                      |                               |                               |                                        |                                        |
|                                                                    |                                                                    |                     |                     |                                                                         |                                                                         |                                                     |                                                     |                                                                     |                                                                     |                                                                    |                                                                        |                                                                        |                                                                      |                               |                               |                                        |                                        |
| Margherita Maria Duchessa consorte di Modena e Reggio *1664 † 1718 | Margherita Maria Duchessa consorte di Modena e Reggio *1664 † 1718 | Teresa *1665 † 1702 | Teresa *1665 † 1702 | Odoardo (II) Principe ereditario di Parma e Piacenza *1666 † 1693       | Odoardo (II) Principe ereditario di Parma e Piacenza *1666 † 1693       | Francesco VII duca di Parma e Piacenza *1678 † 1727 | Francesco VII duca di Parma e Piacenza *1678 † 1727 | Antonio VIII duca di Parma e Piacenza *1679 † 1731                  | Antonio VIII duca di Parma e Piacenza *1679 † 1731                  |                                                                    |                                                                        |                                                                        |                                                                      |                               |                               |                                        |                                        |
|                                                                    |                                                                    |                     |                     |                                                                         |                                                                         |                                                     |                                                     |                                                                     |                                                                     |                                                                    |                                                                        |                                                                        |                                                                      |                               |                               |                                        |                                        |
|                                                                    |                                                                    |                     |                     |                                                                         |                                                                         |                                                     |                                                     |                                                                     |                                                                     |                                                                    |                                                                        |                                                                        |                                                                      |                               |                               |                                        |                                        |
|                                                                    |                                                                    |                     |                     | Elisabetta Regina consorte di Spagna *1692 † 1766                       |                                                                         |                                                     |                                                     |                                                                     |                                                                     |                                                                    |                                                                        |                                                                        |                                                                      |                               |                               |                                        |                                        |
|                                                                    |                                                                    |                     |                     |                                                                         |                                                                         |                                                     |                                                     |                                                                     |                                                                     |                                                                    |                                                                        |                                                                        |                                                                      |                               |                               |                                        |                                        |
|                                                                    |                                                                    |                     |                     |                                                                         |                                                                         |                                                     |                                                     |                                                                     |                                                                     |                                                                    |                                                                        |                                                                        |                                                                      |                               |                               |                                        |                                        |
|                                                                    |                                                                    |                     |                     | · ultima dei Farnese                                                    |                                                                         |                                                     |                                                     |                                                                     |                                                                     |                                                                    |                                                                        |                                                                        |                                                                      |                               |                               |                                        |                                        |

## Palazzi e ville della famiglia Farnese
| Immagine | Nome edificio                                              | Località                         | Costruzione              | Appaltatore                                            | Note |
|          | Palazzo Ducale di Colorno (o Reggia di Colorno)            | Colorno, Emilia-Romagna, Italia  | XVII secolo              | Famiglia Farnese                                       | Il palazzo origina da una precedente e ben più antica rocca, già restaurata nel XVI secolo da Barbara Sanseverino. Dal 2004, alcuni spazi del palazzo ospitano la sede di ALMA - Scuola Internazionale di Cucina Italiana. |
|          | Palazzo del Giardino (o Palazzo Ducale del Giardino)       | Parma, Emilia-Romagna, Italia    | Dal 1561 al XVIII secolo | Famiglia Farnese                                       | Durante la seconda guerra mondiale il palazzo subì gravissimi danni e venne successivamente restaurato. Attualmente ospita il Comando Provinciale dei Carabinieri di Parma ed è una delle sedi del RIS (Reparto investigazioni scientifiche dell'Arma dei Carabinieri). |
|          | Palazzo della Pilotta (o semplicemente La Pilotta)         | Parma, Emilia-Romagna, Italia    | Dal 1583 circa           | Ottavio Farnese                                        | Il palazzo si presenta in realtà come un complesso di più edifici. All'interno del complesso attuale hanno sede il Museo archeologico nazionale di Parma, l'Istituto d'Arte Paolo Toschi, la Biblioteca Palatina, il Museo Bodoniano, il Teatro Farnese e la Galleria Nazionale di Parma. |
|          | Palazzo Farnese                                            | Roma, Lazio, Italia              | Dal 1515                 | Famiglia Farnese                                       | Attualmente il palazzo, di proprietà dello Stato Italiano, è concesso dal 1936 al governo francese come sede della propria ambasciata in Italia. |
|          | Palazzo Farnese                                            | Piacenza, Emilia-Romagna, Italia | XVI secolo               | Famiglia Farnese                                       | Il palazzo sorge su un già preesistente fortilizio voluto dai Visconti (1352). Il palazzo attualmente ospita i Musei Civici della città di Piacenza e l'Archivio di Stato. |
|          | Palazzo Farnese                                            | Ortona, Abruzzo, Italia          | XVI secolo               | Margherita d'Austria (moglie del duca Ottavio Farnese) | Il palazzo attualmente ospita il Museo d'Arte Contemporanea e la Pinacoteca Cascella. |
|          | Palazzo Farnese                                            | Gradoli, Lazio, Italia           | XVI secolo               | Famiglia Farnese                                       | Il palazzo attualmente ospita dal 1998 il Museo del Costume Farnesiano. |
|          | Palazzo Farnese (o Villa Farnese)                          | Caprarola, Lazio, Italia         | XVI secolo               | Famiglia Farnese                                       | Il palazzo attualmente è aperto al pubblico. |
|          | Villa Farnesina                                            | Roma, Lazio, Italia              | XVI secolo               | Agostino Chigi                                         | Custruita da Agostino Chigi e nota al tempo come Villa Chigi, successivamente alla morte di quest'ultimo venne acquistata dalla famiglia Farnese nel 1580. Dal 1927 appartiene allo Stato italiano e oggi è utilizzata dall'Accademia Nazionale dei Lincei come sede di rappresentanza e fino al 2007 ha ospitato il Gabinetto dei Disegni e delle Stampe dell'Istituto Nazionale per la Grafica. La villa e la loggia sono aperte al pubblico. |
|          | Rocca di Ischia di Castro (chiamata dai locali "La Rocca") | Ischia di Castro, Lazio, Italia  | Dall'XI secolo           | Famiglia Farnese                                       | La Rocca è tra le prime e più antiche residenze della famiglia Farnese. |

## Simbologia

### UnicornoUnicornus Farnesiæ gentis symbolum

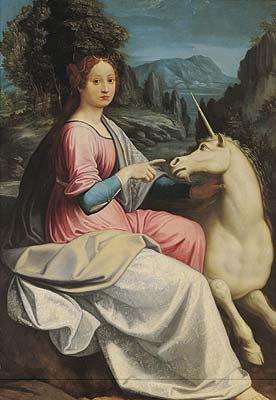
La Dama e l'Unicorno di Luca Longhi (Roma, Museo Nazionale di Castel Sant'Angelo)

Stemma araldico personale del duca Alessandro Farnese; l'unicorno è presente come cimiero

L'Unicorno (o Liocorno) è un animale fantastico descritto nei bestiari come un cavallo dal manto bianco candido con un lungo corno acuminato e attorcigliato in mezzo alla fronte, dai mistici poteri magici e anti-veleniferi. L'unicorno è considerato simbolo di umiltà e saggezza, ma al contempo ferocia, e poteva essere avvicinato solo da una fanciulla vergine, sulla quale l'animale si accasciava, in un'unione simbolo di castità e purezza. Il fantastico animale venne adottato dalla famiglia Farnese e ne divenne il suo simbolo per eccellenza. I Farnese fecero largo e ossessivo utilizzo di questo animale-simbolo, facendolo raffigurare sulle pareti e sui soffitti delle proprie dimore, nei ritratti, negli affreschi e nei quadri, ed era anche utilizzato come cimiero sul proprio emblema di famiglia, che era sormontato, appunto, da un unicorno rampante.

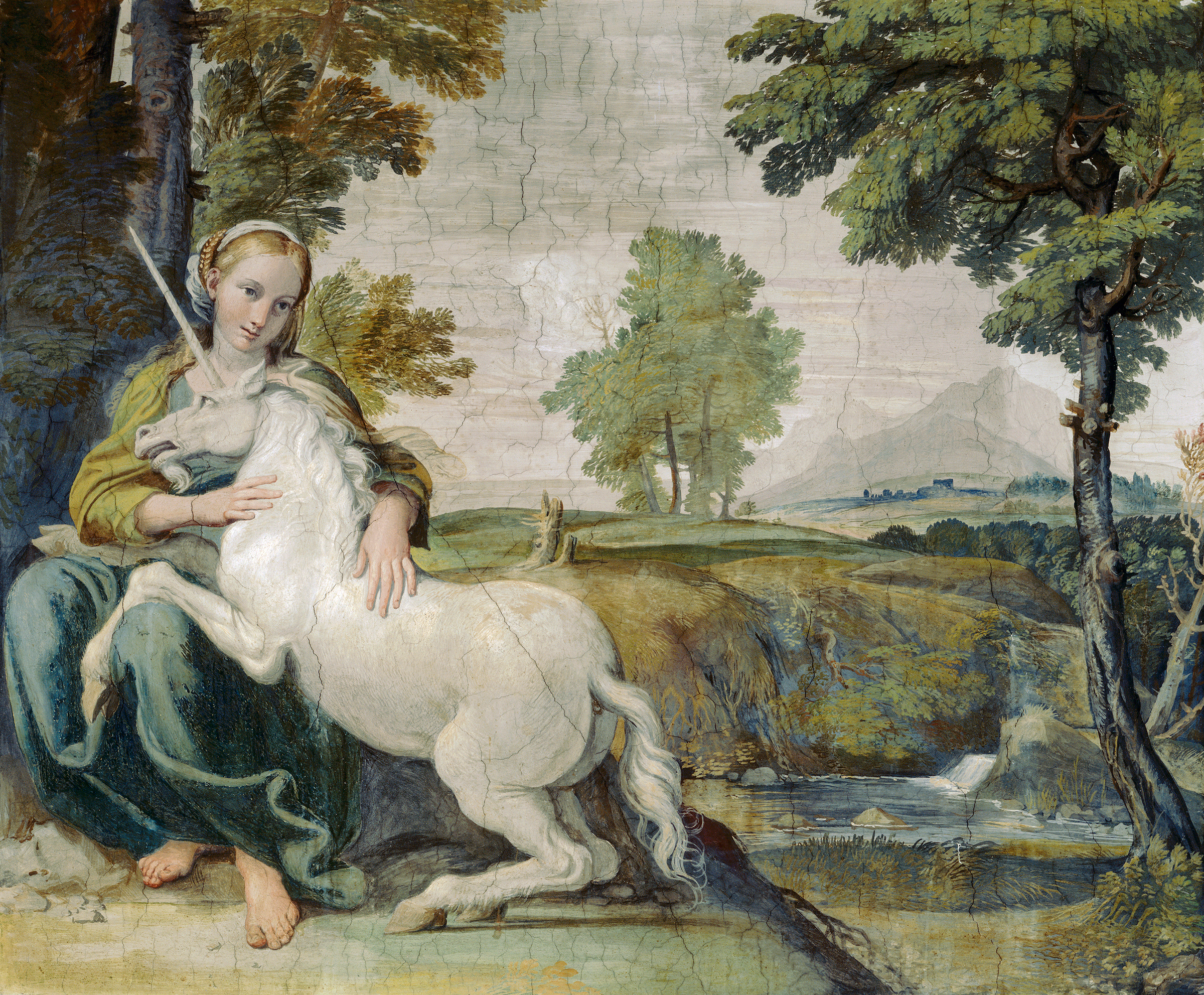
Vergine e Unicorno di Domenichino (Roma, Palazzo Farnese)

Tra i ritratti, i più famosi sono quelli attribuiti a Giulia Farnese, detta "la Bella", raffigurata in almeno due occasioni con un unicorno in grembo, immersi in un locus amoenus: ne La Dama e l'Unicorno di Luca Longhi e nella Vergine e Unicorno di Domenichino.
A Ronciglione, ex Contea in mano ai Farnese, in piazza Principe di Napoli vi è una bellissima e antica fontana commissionata dal cardinale Alessandro Farnese allo scultore e orafo Antonio Gentili, ed eretta nel 1566. In pietra arenaria, è ornata da sculture bronzee di gigli araldici e unicorni ed è per questo nota come "Fontana degli Unicorni".

Giglio di colore azzurro araldico

### Giglio
Il giglio araldico è il principale simbolo dei Farnese ed è presente sugli stemmi di famiglia sin dalle origini, per questo è anche detto "giglio farnesiano".
Il giglio farnesiano è di colore azzurro araldico, smalto simbolo di castità, fedeltà, nobiltà, fortezza, fermezza, ricchezza e gloria, ed è in genere presente sugli stemmi in numero di sei in posizione 3, 2 e 1, in campo d'oro.
Il giglio era ed è il simbolo di molte casate nobiliari del mondo. A differenza del ben più famoso giglio di Casa de' Medici, fiorito e bottonato, il giglio di Casa Farnese è un giglio più simile al fleur-de-lys francese, più carnoso e stilizzato; inoltre, a differenza del primo, il giglio farnesiano è quasi sempre raffigurato a tutto tondo e non a due dimensioni.